# Кинши
Кинши (фр. Cuinchy) насеље је и општина у североисточној Француској у региону Север-Па д Кале, у департману Па де Кале која припада префектури Béthune.
По подацима из 2011. године у општини је живело 1755 становника, а густина насељености је износила 422,89 становника/km². Општина се простире на површини од 4,15 km². Налази се на средњој надморској висини од 21 метар (максималној 35 m, а минималној 19 m).

## Демографија
| 1962. | 1968. | 1975. | 1982. | 1990. | 1999. | 2011. |
| ----- | ----- | ----- | ----- | ----- | ----- | ----- |
| 1.340 | 1.420 | 1.538 | 1.551 | 1.646 | 1.666 | 1.755 |

График промене броја становника у току последњих година